# René Leigue Cesari
René Leigue Cesari (Comunidad Nuevo Horizonte, 24 de março de 1967) é um prelado boliviano da Igreja Católica, arcebispo de Santa Cruz de la Sierra.

## Biografia
Em 1989 iniciou a formação sacerdotal no Seminário Espírito Santo da Diocese de Coroico. Depois de obter o bacharelado em filosofia, frequentou os estudos de teologia no Seminário Maior Nacional San José de Cochabamba, obtendo o bacharelado do Instituto Superior de Estudos Teológicos (ISET) e completando sua formação de 2003 a 2004 na Academia Alfonsiana de Roma, onde obteve a licenciatura em teologia moral.
Foi ordenado padre em 27 de agosto de 1999, pela Arquidiocese de Santa Cruz de la Sierra. Assim, ocupou os seguintes cargos: entre 1999 e 2001, foi vigário paroquial de Santísima Trinidad; depois, até 2002, foi pároco de Cristo Misionero; entre 2005 e 2012, foi pároco de San José Obrero e entre 2006 e 2012, também foi Diretor de Estudos do Seminário Maior Arquidiocesano San Lorenzo; finalmente, em 2012 se tornou pároco de Nuestra Señora de Fátima.
O Papa Bento XVI o nomeou como bispo auxiliar de Santa Cruz de la Sierra em 31 de outubro de 2012,  sendo consagrado como bispo titular de Nepi em 16 de janeiro de 2013 por Julio Terrazas Sandoval, C.SS.R., arcebispo de Santa Cruz de la Sierra, coadjuvado por Sergio Alfredo Gualberti Calandrina, arcebispo coadjutor de Santa Cruz de la Sierra e por Giambattista Diquattro, núncio apostólico na Bolívia.
Em 12 de março de 2021, foi eleito como Presidente da Rede Eclesial da Amazônia Boliviana, vinculado à Rede Eclesial Pan-Amazônica (REPAM).
Foi elevado a arcebispo metropolitano de Santa Cruz de la Sierra em 22 de abril de 2022, pelo Papa Francisco.